# 刘海生 (1947年)
刘海生（1947年5月—），男，黑龙江宁安人，中华人民共和国政治人物，曾任中共黑龙江省委常委、组织部部长，黑龙江省政协副主席、党组副书记。